# 東京都立三宅高等学校
東京都立三宅高等学校（とうきょうとりつ みやけこうとうがっこう）は、東京都三宅島三宅村坪田にある都立高等学校である。

## 沿革
- 1948年 創立
- 2000年に三宅島が噴火、2005年まで東京都立秋川高等学校を臨時に分校とした。

## 設置課程
- 全日制
  - 普通科
  - 併合科（農業科・家政科）

## 所在地
- 東京都三宅島三宅村坪田4586